# Copa Coca-Cola 2001
In 2001 werd de Copa Coca-Cola, die gezien wordt als de tweede editie van de Copa Paulista de Futebol, gespeeld voor voetbalclubs uit de Braziliaanse staat São Paulo, die niet aantraden in de nationale competities. De competitie werd georganiseerd door de FPF en werd gespeeld van 8 september tot 22 december. Bandeirante werd kampioen. 

## Eerste fase
Bij een gelijkspel werden er strafschoppen genomen, afhankelijk van de uitslag kreeg de club twee, één of geen punten.

### Groep 1
| Plaats | Clu         | Wed. | W | G+2 | G+1 | G+0 | V  | Saldo | Ptn. |
| ------ | ----------- | ---- | - | --- | --- | --- | -- | ----- | ---- |
| 1.     | Bandeirante | 14   | 8 | 0   | 2   | 1   | 3  | 18:12 | 26   |
| 2.     | Noroeste    | 14   | 6 | 2   | 2   | 0   | 4  | 22:15 | 24   |
| 3.     | Marília     | 14   | 7 | 0   | 2   | 1   | 4  | 22:12 | 23   |
| 4.     | Mirassol    | 14   | 5 | 0   | 2   | 3   | 4  | 19:17 | 18   |
| 5.     | Rio Preto   | 14   | 5 | 1   | 1   | 2   | 5  | 12:18 | 18   |
| 6.     | Francana    | 14   | 4 | 2   | 2   | 0   | 6  | 15:13 | 18   |
| 7.     | Olímpia     | 14   | 3 | 1   | 4   | 1   | 5  | 9:15  | 15   |
| 8.     | Comercial   | 14   | 3 | 0   | 0   | 1   | 10 | 14:29 | 9    |

|  | Geplaatst voor tweede fase |

### Groep 2
| Plaats | Clu                 | Wed. | W  | G+2 | G+1 | G+0 | V | Saldo | Ptn. |
| ------ | ------------------- | ---- | -- | --- | --- | --- | - | ----- | ---- |
| 1.     | União Barbarense    | 14   | 10 | 0   | 0   | 0   | 4 | 29:19 | 30   |
| 2.     | Juventus            | 14   | 8  | 1   | 2   | 0   | 3 | 33:22 | 28   |
| 3.     | XV de Jaú           | 14   | 8  | 1   | 1   | 1   | 3 | 23:13 | 27   |
| 4.     | Nacional            | 14   | 6  | 0   | 2   | 0   | 6 | 14:13 | 20   |
| 5.     | Inter de Limeira    | 14   | 4  | 3   | 0   | 0   | 7 | 17:29 | 18   |
| 6.     | Portuguesa Santista | 14   | 4  | 0   | 2   | 1   | 7 | 14:21 | 14   |
| 7.     | Sãocarlense         | 14   | 3  | 1   | 2   | 1   | 7 | 19:24 | 13   |
| 8.     | São Bento           | 14   | 2  | 2   | 2   | 0   | 8 | 19:27 | 12   |

|  | Geplaatst voor tweede fase |

## Tweede fase
In geval van gelijkspel worden penalty's genomen, tussen haakjes weergegeven.
|  | Halve finale     | Halve finale | Halve finale |                  |   | Finale | Finale | Finale |
|  |                  |              |              |                  |   |        |        |        |
|  | União Barbarense | 2 (2)        |              |                  |   |        |        |        |
|  | Juventus         | 2 (1)        |              |                  |   |        |        |        |
|  | Juventus         | 2 (1)        |              | União Barbarense | 0 | 1      |        |        |
|  |                  |              |              |                  | 0 | 1      |        |        |
|  |                  | Bandeirante  | 2            | 0                |   |        |        |        |
|  | Bandeirante      | Bandeirante  | 2            | 0                | 3 |        |        |        |
|  | Bandeirante      |              |              |                  | 3 |        |        |        |
|  | Noroeste         | 1            |              |                  |   |        |        |        |

## Kampioen
| Copa Coca-Cola de Futebol de 2001 |
| Birigui                           |
| --------------------------------- |
| BANDEIRANTE Kampioen (1° titel)   |